# Baby Peach
Baby Peach is een personage uit de Mario-serie. Zij is de jongere versie van Princess Peach.

## Karakteromschrijving
Baby Peach heeft dezelfde eigenschappen als haar oudere versie (haar grotere versie: peach), hun karakter is ook hetzelfde. Ze draagt niet dezelfde kleding als Peach. Ze draagt een roze romper en ze heeft een speen in haar mond. Sinds haar debuut in Mario & Luigi: Partners in Time is ze nog teruggekeerd, zoals in Mario Kart Wii en Mario Super Sluggers. In Super Smash Bros. Brawl is ze een Trophy, Ook in Mario Tennis Open is zij een bespeelbaar personage: ze is vrijspeelbaar in het derde level Ringschieten. 